# راندي غالواي
راندي غالواي (بالإنجليزية: Randy Galloway)‏ هو صحفي أمريكي، ولد في 19 يناير 1943 في مايفيلد في الولايات المتحدة.